# Forte das Manadas

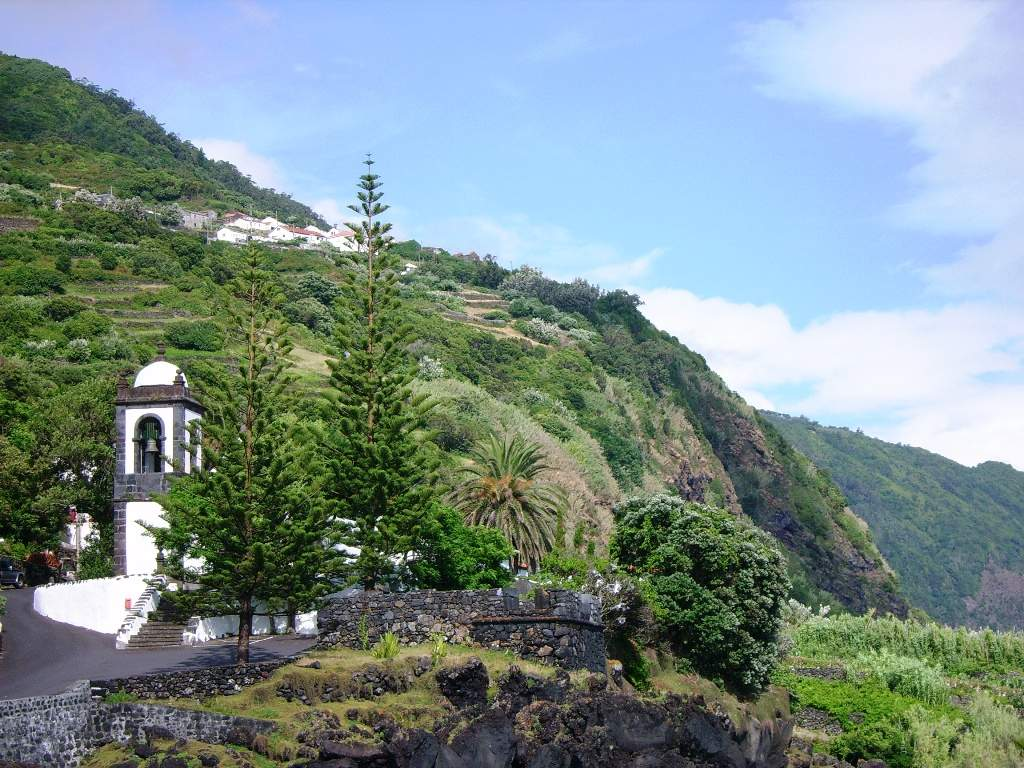
Igreja de Santa Bárbara, ilha de São Jorge (vista parcial). Em primeiro plano o Forte das Manadas.

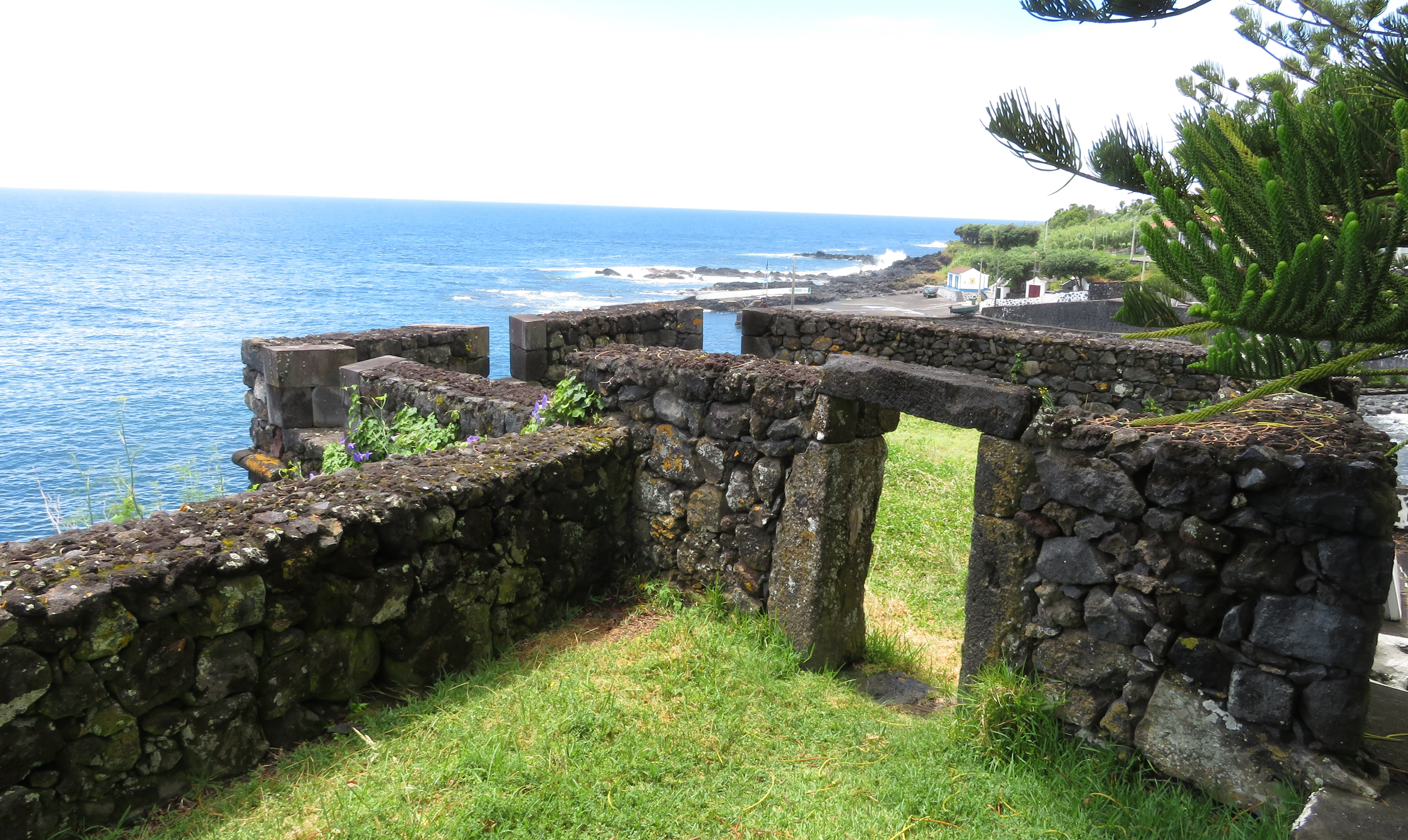
Forte das Manadas

O Forte das Manadas localiza-se ao Caminho de Baixo, no lugar e freguesia das Manadas, concelho de Velas, na costa sul da ilha de São Jorge, nos Açores.
Em posição dominante sobre este trecho do litoral, constituiu-se em uma fortificação destinada à defesa do porto das Manadas contra os ataques de piratas e corsários, outrora frequentes nesta região do oceano Atlântico.

## História
Acredita-se que tenha sido construído ainda no contexto da Dinastia Filipina.
No contexto da Guerra da Sucessão Espanhola (1702-1714) encontra-se referido como "O Reduto das Manadas." na relação "Fortificações nos Açores existentes em 1710".
A "Relação" do marechal de campo Barão de Bastos em 1862 informa que "Tem uma pequena caza de guarda arruinada", e que se encontrava em grande ruína e abandonado desde longos anos.
Posteriormente, quando do Tombo de 1883 sugere-se a sua recuperação devido à sua importância na área. A sua artilharia, entretanto, jazia no solo, imprestável.
Em 1920 foi cedido à Guarda Fiscal: as suas muralhas encontravam-se em estado regular, mas a casa encontrava-se sem teto. No ano seguinte (1921), o pároco tentou, sem sucesso, adquirir o forte para o alargamento do acesso à Igreja de Santa Bárbara.
Mais tarde, em 1931, a Câmara Municipal das Velas projetou aproveitar as suas ruínas para construir uma escola para o sexo masculino. Desse modo, no ano seguinte (1932) o imóvel do forte foi vendido aquela Câmara por 427$00 réis.
Atualmente os seus muros encontram-se em bom estado, e o seu espaço requalificado como miradouro.

## Características
Do tipo abaluartado, de pequenas dimensões, apresentava quatro faces onde se rasgavam três canhoneiras nos lados voltados para o mar.